# Centaurea tossiensis
Centaurea tossiensis — вид квіткових рослин родини айстрових (Asteraceae). Ареал: Туреччина (Північна Анатолія).